# Krootuse
Koordinaten: 58° 4′ N, 26° 50′ O

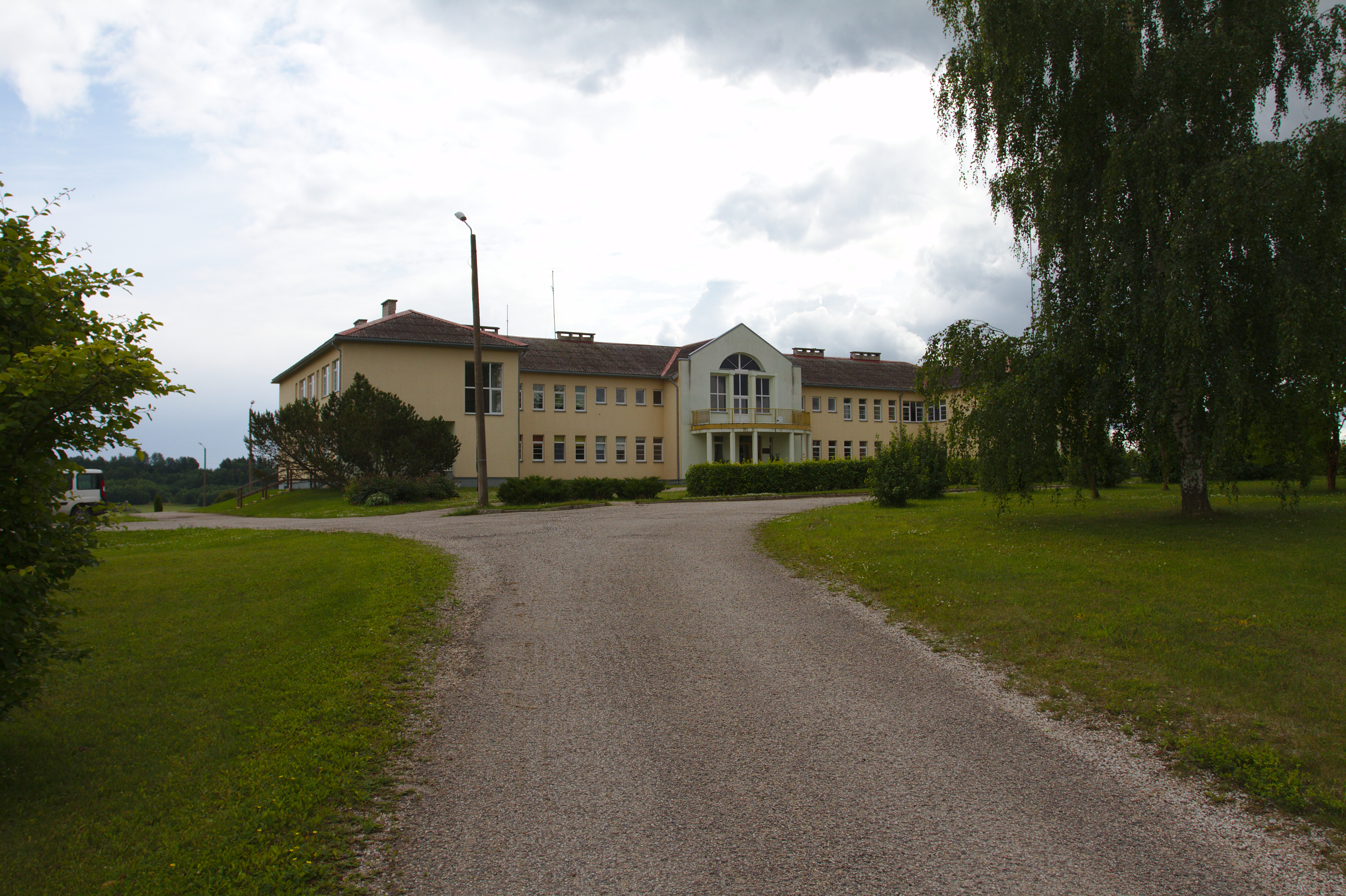
Grundschule

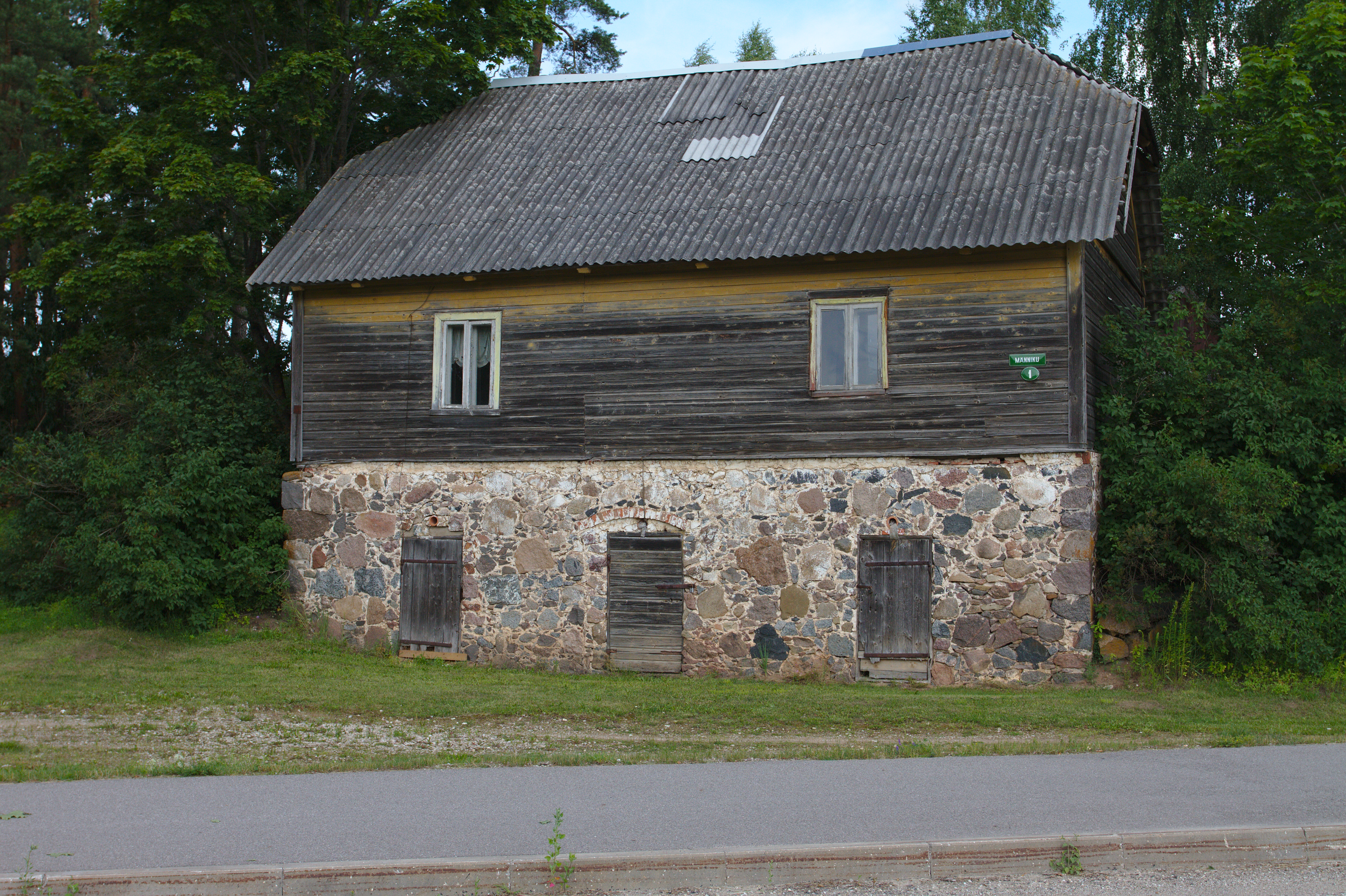
Nebengebäude des Guts

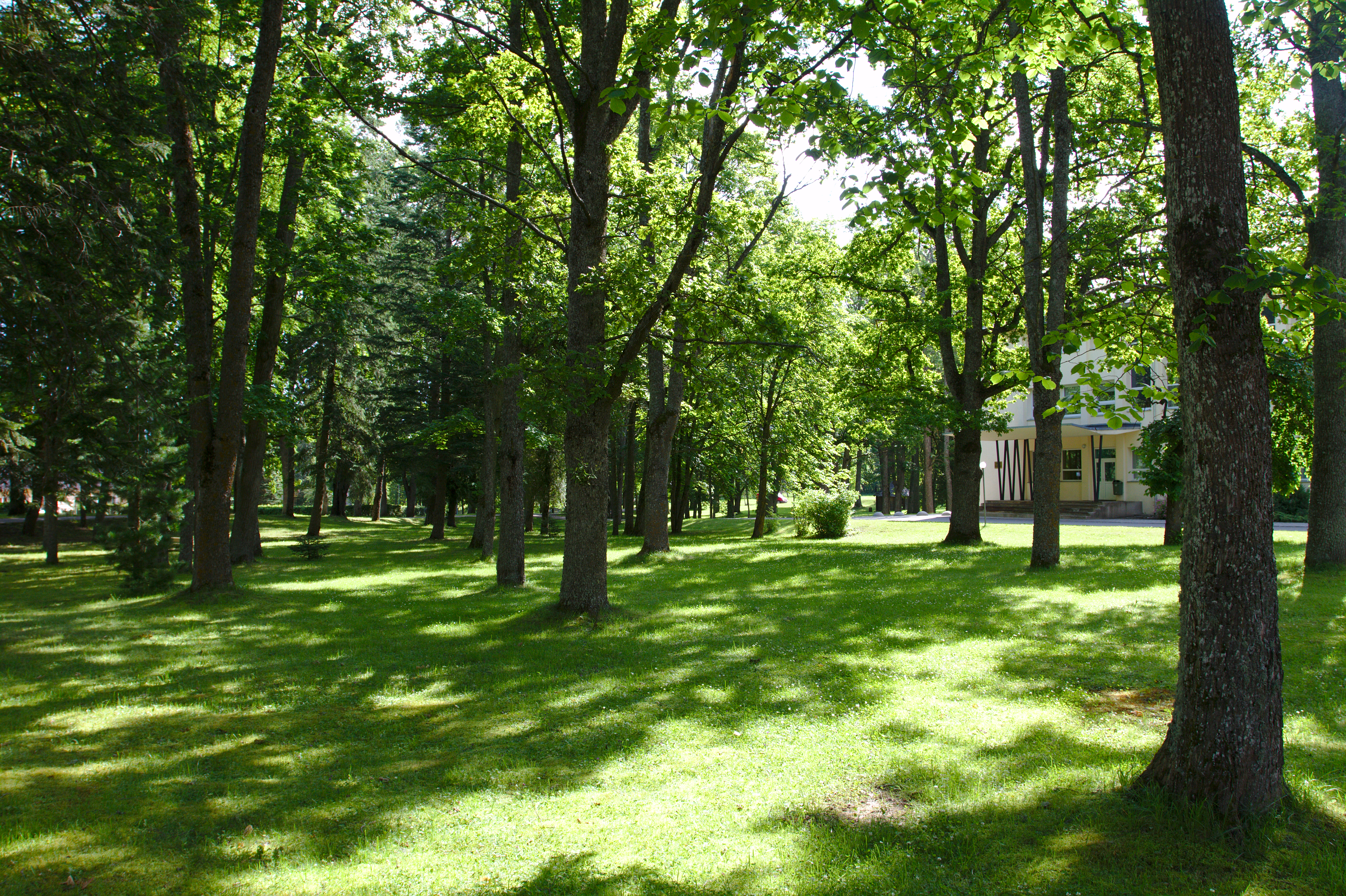
Park des historischen Guts

Krootuse (deutsch Köllitz) ist ein Dorf (estnisch küla) im Südosten Estlands. Es war bis 2017 der Hauptort der Landgemeinde Kõlleste (Kõlleste vald) im Kreis Põlva. Seither gehört sie zur Landgemeinde Kanepi.

## Einwohnerschaft und Lage
Das Dorf hat 369 Einwohner (Stand 31. Dezember 2011). Es liegt 28 Kilometer nordwestlich der Stadt Võru westlich des Flusses Hilba (Hilba jõgi).

## Geschichte
Die ersten Angaben über das Dorf Kolles stammen von 1544. Der Hof von Krootuse wurde erstmals 1549 unter dem Namen Kollis urkundlich erwähnt. Er gehörte damals dem Stiftvogt von Tartu, Elert Kruse († 1587).
Das Gut wechselte in der Folge oftmals die Besitzer. Der estnische Name des heutigen Dorfes leitet sich von dem Eigentümer Joachim von Rothausen (1634–1683) ab, dem der Hof im 17. Jahrhundert gehörte.
1742 fiel das Gut an die adlige deutschbaltische Familie Stackelberg. Zu Beginn des 20. Jahrhunderts gehörte es dem Esten Johann Andreas Kurrikoff.
Während der sowjetischen Besetzung Estlands war das Dorf Krootuse Zentrum einer Sowchose. Sie war nach dem estnischen Kommunisten Voldemar Sassi (1899–1941) benannt.

## Persönlichkeiten
- Aksel Mark (* 1913 in Krootuse; † 2014 in Uppsala), Exilpolitiker
- Heinrich Mark (* 1911 in Krootuse; † 2004 in Stockholm), Exilpolitiker, von 1990 bis 1992 Staatsoberhaupt der Republik Estland im Exil